# De Oostzijdse Molen aan het Gein
De Oostzijdse Molen aan het Gein is een schilderij van Piet Mondriaan uit omstreeks 1907.

## Voorstelling
Het stelt de Oostzijdse Molen voor aan het riviertje het Gein bij Abcoude. Mondriaan heeft deze molen in de periode 1902-1908 meer dan twintig keer geschilderd. Het schilderij staat ook bekend als De Franse molen aan de rivier de Gein. De Oostzijdse Molen werd echter pas na 1952 zo genoemd.

## Toeschrijving
Het schilderij is rechtsonder gesigneerd ‘Piet Mondriaan’.

## Herkomst
Het werk was in het bezit van Mondriaans vriend, Simon Maris. Tegen het jaar 1929 bevond het zich in de verzameling van Eduard van Dam in Amsterdam. Op 29 oktober 1929 werd het geveild tijdens de verkoping van de verzameling van de ‘Wed. van Dam-Rozendaal’ bij veilinghuis Mensing in Amsterdam. Het werd op 6 december 1995 voor het laatst gesignaleerd op een anonieme verkoping bij veilinghuis Christie's in Amsterdam.